# Хроники Нарнии: Покоритель Зари
«Хро́ники На́рнии: Покори́тель Зари́» (англ. The Chronicles of Narnia: The Voyage of the Dawn Treader) — экранизация романа Клайва Стейплза Льюиса «„Покоритель зари“, или Плавание на край света», третьей книги (пятой по внутренней хронологии) серии «Хроники Нарнии». Является продолжением фильма «Хроники Нарнии: Принц Каспиан».
Премьерный показ состоялся 30 ноября 2010 года в Royal Film Performance в Лондоне. 2 декабря 2010 года в Австралии, Гонконге, Сингапуре.
Вместе с фильмом выпущена мобильная игра The Chronicles of Narnia: The Voyage of the Dawn Treader.

## Сюжет
Через три нарнийских года после событий «Принца Каспиана» Люси и Эдмунд Певенси остаются со своим, действующим на нервы кузеном Юстасом Скраббом, в то время как их старшие брат и сестра Питер и Сьюзен находятся в Америке, где бушует Вторая мировая война. Эдмунд, к своему огорчению, слишком молод, чтобы записаться в Вооружённые силы Его Величества. Во время выяснения отношений между детьми, картина с кораблём в океане в комнате Юстаса переносит Люси, Эдмунда и самого Юстаса в океан в Нарнии.
Их спасает «Покоритель Зари». Каспиан приглашает их в путешествие, чтобы спасти семерых лордов Нарнии, которых изгнал его дядя Мираз. На Одиноких островах, где людей продают в рабство, Каспиан и Эдмунд попадают в тюрьму, а Люси и Юстас проданы в рабство. Каспиан встречает одного из потерянных лордов, который рассказывает, что непроданные рабы приносятся в жертву зелёному туману. Экипаж «Покорителя Зари» спасает Каспиана и остальных. Лорд, который становится новым правителем, даёт Каспиану меч, один из семи, подаренных Асланом лордам.
Находящуюся на другом острове Люси похищают невидимые Даффлпуды, которые заставляют её проникнуть в поместье волшебника Кориакина, чтобы найти заклинание видимости. Кориакин призывает команду победить туман, положив мечи лордов на стол Аслана на острове Раманду, но предупреждает, что они должны пройти проверку. Люси произносит заклинание красоты, которое она нашла, и входит в сон, в котором она на месте Сьюзен, а ни настоящей Люси, ни Нарнии не существует. Аслан упрекает Люси за её неуверенность в себе, объясняя, что её братья и сестра знают о Нарнии только благодаря ей.
На третьем острове из пруда извлекается ещё один меч. Этот пруд превращает всё, что к нему прикасается, в золото - это наводит Эдмунда на мысль, что на этом можно легко разбогатеть и получить бесконечную власть, Каспиан говорит ему, что он не сможет ничего взять из Нарнии, Эдмунд злится, говоря Каспиану, что устал всегда быть вторым и между ними происходит конфликт, едва на переросший в схватку, но его вовремя останавливает Люси и зло отступает. Юстас совершает кражу из каменной ямы, полной сокровищ. Пока Эдмунд и Каспиан ищут Юстаса, они обнаруживают останки другого лорда, получая его меч. Внезапно появляется дракон и его отгоняет «Покоритель Зари». Выясняется, что дракон — это Юстас, зачарованный проклятием сокровищ. Мышь Рипичип заводит дружбу с Юстасом, который понял свои ошибки и становится частью команды.
Команда прибывает к Столу Аслана и находит спящих трёх потерянных лордов. Когда они кладут мечи на стол, они понимают, что одного не хватает. Звезда спускается с неба и превращается в Лилиандил, прекрасную женщину, которая ведёт их на Тёмный остров, логово тумана, где они обнаруживают последнего лорда. Остров использует страх Эдмунда, чтобы создать морского змея, который атакует корабль. Юстас сражается со змеем, но запаниковавший лорд ранит его последним мечом, заставляя его улететь. Он встречает Аслана, который за самопожертвование снова превращает его в мальчика и отправляет на остров Раманду с последним мечом.
Пока команда сражается со змеем, туман отвлекает Эдмунда, появляясь в образе Джадис, Белой Ведьмы. Юстас подходит к столу, но туман пытается помешать ему положить меч на стол вместе с остальными. Он преодолевает туман, позволяя мечам раскрыть свою магию и наделить собственный меч Эдмунда силой, способной убить морского змея, смерть которого пробуждает трёх лордов, разрушает туман и Тёмный остров и освобождает принесённых в жертву рабов.
Юстас присоединяется к Люси, Эдмунду, Каспиану и Рипичипу, и они плывут к таинственному берегу перед огромной волной. Появляется Аслан и говорит им, что его страна находится за его пределами, хотя, если они пойдут туда, они могут никогда не вернуться. Каспиан хочет войти в страну Аслана, но отменяет своё решение, зная, что у него больше королевских обязанностей. Рипичип полон решимости войти. Аслан благословляет его, и он прощается с Каспианом, Эдмундом, Люси и Юстасом. Аслан говорит Люси и Эдмунду, что они не могут вернуться в Нарнию, так как выросли. Аслан призывает их помнить его в своем мире, но под другим именем. Он открывает портал, чтобы вернуть их в свой мир.
Когда Люси, Эдмунд и Юстас идут к порталу, Юстас спрашивает Аслана, вернется ли он. Аслан отвечает, что всё возможно. Все трое возвращаются в спальню. Юстас слышит, как его мать объявляет о гостье, Джилл Поул. Юстас вешает картину обратно на стену. Когда они выходят из спальни, они оглядываются на картину и видят, как корабль, плывущий по волнам, исчезает, прежде чем Люси закрывает дверь.

## В ролях
| Действующее лицо          | Исполнитель      |
| ------------------------- | ---------------- |
| Каспиан X                 | Бен Барнс        |
| Эдмунд Певенси            | Скандар Кейнс    |
| Люси Певенси              | Джорджи Хенли    |
| Юстэс Вред                | Уилл Поултер     |
| Лорд Дриниан              | Гэри Суит        |
| Белая Колдунья            | Тильда Суинтон   |
| Сьюзен Певенси            | Анна Попплуэлл   |
| Питер Певенси             | Уильям Моусли    |
| Лорд Берн                 | Терри Норрис     |
| Лорд Руп                  | Брюс Спенс       |
| Кориакин                  | Билли Браун      |
| Лилиандил                 | Лора Брент       |
| Таврос                    | Шэйн Рэнжи       |
| Приёмный офицер           | Джаред Робинсон  |
| Каспиан IX, отец Каспиана | Натаниель Паркер |
| Аслан (голос)             | Лиам Нисон       |
| Рипичип (голос)           | Саймон Пегг      |

## Создание
Фильм снимался в Австралии и Новой Зеландии. Поскольку картину не планировалась первоначально снимать в формате 3D, практически весь материал был снят в обычном формате. В прокат фильм вышел в том числе и в 3D, однако стереоскопические элементы в нём практически отсутствуют, также в некоторых стрaнaх фильм вышел в 4D.

### Изменения в команде
Относительно невысокие сборы предыдущего в серии фильма («Принц Каспиан») поставили под вопрос съёмки фильма. Из-за невысоких сборов от помощи проекту отказалась компания Walt Disney Pictures. В результате Walden Media пришлось искать нового партнёра. Им стала кинокомпания 20th Century Fox.
У третьей части «Хроник Нарнии» сменился и режиссёр — место Эндрю Адамсона занял Майкл Эптед, чтобы избежать повторов, а Эндрю остался в команде как продюсер.
Произошли и изменения в актёрском составе: из него выбыли Уильям Моусли и Анна Попплуэлл, так как по сюжету Питер и Сьюзен Певенси не попадают в Нарнию. В конце фильма «Принц Каспиан» Аслан сказал им, что они больше не попадут в Нарнию, но в этом фильме они появились в ролях второстепенных персонажей. Однако в нём остались Скандар Кейнс, Джорджи Хенли и Бен Барнс.

## Премьерный показ в разных странах
- Великобритания — 30 ноября 2010 года[5]
- Австралия, Гонконг, Сингапур — 2 декабря 2010
- Армения, Индия, Индонезия, Мексика, Филиппины, Испания, Тайвань, Украина — 3 декабря 2010
- Бельгия, Чили, Египет, Франция, Латвия, Португалия — 8 декабря 2010
- Россия, Чехия, Греция, Венгрия, Малайзия, Нидерланды, Новая Зеландия, Узбекистан, Южная Корея — 9 декабря 2010
- Бразилия, Болгария, Канада, Эстония, Грузия, Исландия, Италия, Казахстан, Турция, США — 10 декабря 2010
- Германия — 16 декабря 2010
- Дания, Финляндия, Швеция — 25 декабря 2010
- Норвегия — 26 декабря 2010
- Аргентина — 6 января 2011
- Венесуэла — 4 февраля 2011
- Япония — 25 февраля 2011[6]

## Награды и номинации
Полный список наград и номинаций на сайте IMDb.

### Награды
«3D Creative Arts Awards» 2011
- Лучший 3D фильм

### Номинации
«Золотой глобус» 2011
- Лучшая песня — «There’s a Place for Us»

«Сатурн» 2011
- Лучший фэнтези-фильм
- Лучший молодой актёр (актриса) — Уилл Поултер
- Лучшие костюмы